# Municipio de Center (condado de Buffalo)
El municipio de Center (en inglés: Center Township) es un municipio ubicado en el condado de Buffalo en el estado estadounidense de Nebraska. En el año 2010 tenía una población de 877 habitantes y una densidad poblacional de 6,48 personas por km².

## Geografía
El municipio de Center se encuentra ubicado en las coordenadas 40°43′25″N 99°0′20″O / 40.72361, -99.00556. Según la Oficina del Censo de los Estados Unidos, el municipio tiene una superficie total de 135.31 km², de la cual 133,02 km² corresponden a tierra firme y (1,69 %) 2,28 km² es agua.

## Demografía
Según el censo de 2010, había 877 personas residiendo en el municipio de Center. La densidad de población era de 6,48 hab./km². De los 877 habitantes, el municipio de Center estaba compuesto por el 96,47 % blancos, el 0,68 % eran afroamericanos, el 0,23 % eran amerindios, el 0,34 % eran asiáticos, el 1,82 % eran de otras razas y el 0,46 % eran de una mezcla de razas. Del total de la población el 3,99 % eran hispanos o latinos de cualquier raza.